# بلوز (روستا)
بلوز یک منطقهٔ مسکونی در ایران است که در دهستان کرفتو واقع شده‌است. بلوز ۱۶۰ نفر جمعیت دارد.